# Liste des sites mégalithiques du Dumfries and Galloway
Cette liste non exhaustive recense les principaux sites mégalithiques du Dumfries and Galloway.

## Cartographie
Localisation des principaux sites mégalithiques du Dumfries and Galloway
| : Complexes mégalithiques · : Alignements, henges, cromlechs · : Dolmens, menhirs, tumulus, cairns · |

## Liste
| Site          | Type  | Notes | Coordonnées                 | Image |
| ------------- | ----- | ----- | --------------------------- | ----- |
| Torhouse (en) | Henge |       | 54° 52′ 39″ N, 4° 31′ 22″ O |       |